# SH-03D
docomo STYLE series SH-03D（ドコモ スタイル シリーズ エスエイチ ゼロサン ディー）は、シャープが開発した、NTTドコモの第三世代携帯電話（FOMA）端末、docomo STYLE seriesの一つである。

## 概要
SH-10Cの事実上の後継機種。当初はdocomo PRIME seriesとして開発されていたが、フィーチャーフォンにおけるNTTドコモのラインナップ再編に伴いdocomo STYLE シリーズに移籍された。タッチパネルやCCD1610万画素の高性能カメラや防水、WiFi対応といったこれまでの高機能は維持しつつ、1.2GHzの高性能CPUを搭載することで動作速度を高めている。そのほかの特徴としてフロントパネルの触れる場所に合わせてイルミネーションを点灯させることができる。
なお、従来のSIMカード（FOMAカード）ではなくmicro SIMカードを採用している。
SH-06Aから続いてきたAQUOS SHOTは本機種で最後となった。

### その他機能
| 主な対応サービス                   | 主な対応サービス                                                    | 主な対応サービス                       | 主な対応サービス                                 |
| ---------------------------------- | ------------------------------------------------------------------- | -------------------------------------- | ------------------------------------------------ |
| タッチパネル                       | FOMAハイスピード7.2Mbps(受信)／5.7Mbps(送信)                        | Bluetooth                              | DCMX／おサイフケータイ                           |
| iアプリオンライン／地図アプリ      | 直感ゲーム／メガiアプリ                                             | iウィジェット                          | マチキャラ／iコンシェル                          |
| ホームU／ポケットU                 | GPS／オートGPS／ケータイお探し／海外GPS                             | デコメール／デコメ絵文字／デコメアニメ | iチャネル                                        |
| 着もじ                             | テレビ電話／キャラ電                                                | ケータイデータお預かりサービス         | フルブラウザ                                     |
| おまかせロック／バイオ認証         | 外部メモリーへiモードコンテンツ移行／ユーザーデータ一括バックアップ | トルカ                                 | iC通信／iCお引越しサービス                       |
| きせかえツール／ダイレクトメニュー | バーコードリーダ／名刺リーダ                                        | 2in1                                   | エリアメール／ソフトウェアーアップデート自動更新 |
| GSM／3Gローミング（WORLD WING）    | 着うたフル／うた・ホーダイ                                          | Music&Videoチャネル／ビデオクリップ    | デジタルオーディオプレーヤー(AAC)(WMA)           |

## プリインストールアプリ
- Shot Navi Advance Lite for SH
- ルナルナ～Body Control～
- MUSIC アプリ
- 地図アプリ
- DCMXクレジットアプリ
- iD 設定アプリ
- ドコモwebメール
- E★エブリスタアプリ
- Gガイド番組表リモコン
- モバイルGoogleマップ
- ネット辞典
- iCタグリーダー
- モバイルSuica登録用iアプリ
- おサイフケータイ® Webプラグイン
- マクドナルド トクするアプリ
- 楽オク☆アプリ
- iアプリバンキング
- iタウンページウィジェット
- 今の為替と株価
- SH-MODE INFO
- i Bodymo
- お天気アプリ
- ドコモ料金案内
- いつもNAVI[海外]
- FOMA通信環境確認アプリ
- 電子マネー「nanaco」
- ゴールドポイントカード
- ビックポイント機能付きケータイ
- ANAモバイルAMCアプリ
- Twitter
- iC通信アプリ

## 歴史
- 2011年10月18日 - NTTドコモより発表。
- 2011年12月10日 - 全国一斉発売開始[2]